# Краят на песента
„Краят на песента“ е български игрален филм (драма) от 1971 година на режисьора Милен Николов, по сценарий на Николай Хайтов. Оператор е Ивайло Тренчев. Създаден е по разказа „Ибрям Али“ на Николай Хайтов. Музиката във филма е композирана от Борис Карадимчев.

## Сюжет
Началото на XX век. Историята разказва за Ибрям Али и хубавата Найме, които се обичат. Макар че бащата на момичето е против тяхната любов, те решават да се оженят. Али е обвинен в кражба от богатия Дели Мехмед, при когото аргатува, и е арестуван. Крадецът се оказва синът на Дели Мехмед, но той не сваля обвинението си от Али. Али избягва от ареста и между него и Дели Мехмед пламва вражда и борба за отмъщение. Дели Мехмед губи разсъдъка си и се обесва, а Али е принуден да избяга. След две години, когато се завръща в родното си село, разбира, че Найме е умряла. Али е убит от засада, пеейки любимата си песен за Руфинка.

## Състав

### Актьорски състав
| Изпълнител                                     | Роля                       |
| ---------------------------------------------- | -------------------------- |
| Васил Михайлов                                 | Ибрям Али                  |
| Ицхак Финци                                    | Дели Мехмед                |
| Заслужил артист Досьо Досев                    | Бечо, козар                |
| Найчо Петров                                   | кметът                     |
| Никола Тодев                                   | Фандъклият                 |
| Катя Паскалева                                 | Найме                      |
| Кунка Баева                                    | майката на Ибрям Али       |
| В епизодите:                                   |                            |
| Иван Янчев (не е посочен в надписите на филма) | бащата на Найме            |
| Иван Джамбазов                                 | стражар                    |
| Продан Нончев                                  | Сали, синът на Дели Мехмед |
| Цветана Енева                                  |                            |
| Йордан Андонов                                 |                            |
| Никола Дадов                                   | стражар                    |
| Димитър Бочев                                  | глашатаят                  |
| Александър Тончев                              |                            |
| Иван Обретенов                                 | слуга при Дели Мехмед      |
| Иван Запрянов                                  |                            |
| Димитър Манчев                                 | козар                      |
| Иляз Ибраимов                                  |                            |

### Творчески и технически екип
| Режисьор           | Милен Николов                                |
| Сценарий           | Николай Хайтов                               |
| Оператор           | Ивайло Тренчев                               |
| Художник           | Боянка Ахрянова                              |
| Костюми            | Ева Йорданова                                |
| Музика             | Борис Карадимчев                             |
| Звукооператор      | Славчо Дилянов                               |
| Редактор           | Свобода Бъчварова                            |
| Монтаж             | Кристина Вазова Богдана Атанасова            |
| Асистент-оператори | Христос Арванитидис Борислав Борозанов       |
| Фотограф           | Донка Йолова                                 |
| Асистент-режисьори | Иван Кирилов Цветана Янкова Тодора Смедовска |
| Грим               | Валентина Георгиева                          |
| Директор           | Илия Чомполов                                |